# Scheffau am Wilden Kaiser
Scheffau am Wilden Kaiser é um município da Áustria, situado no distrito de Kufstein, no estado do Tirol. Tem 31,45 km² de área e sua população em 2019 foi estimada em 1.463 habitantes.